# Duca di Romagna
Duca di Romagna è un titolo originariamente appartenuto alla nobiltà pontificia. Fu creato nel 1501 dall'autorità apostolica di papa Alessandro VI (Rodrigo Borgia) e del Concistoro per suo figlio Cesare Borgia, duca di Valentinois, dopo la sua conquista della Romagna, Urbino e Camerino. Il titolo di Duca di Romagna fa parte del "Diritto di maggiorasco", istituito da papa Alessandro VI.
La Pace di Cateau-Cambrésis divise la Romagna tra i Farnese, il Ducato di Parma e Piacenza, la Casa d'Este di Ferrara, il Ducato di Modena e Reggio, e lo Stato Pontificio, quest'ultimo rimasto con gran parte della Romagna e con l'autorità totale all'interno dello Stato Pontificio.
Nel 1860 e all'interno del Regno d'Italia, papa Pio IX considerò la Romagna come una provincia. Tuttavia, dopo l'adesione all'Unità d'Italia nel 1860, la Romagna non ricevette uno status separato dai monarchi sabaudi, che temevano una pericolosa destabilizzazione. Oggi il territorio appartenuto all'antico ducato romagnolo fa parte delle regioni Emilia-Romagna, Marche e Toscana all'interno della Repubblica italiana.

## Duchi di Romagna
1. Cesare Borgia,[4][5] principe di Andria, principe di Venafro, duca di Valentinois, duca di Romagna creato per autorità apostolica e del Concistoro, duca di Urbino, conte di Diois, duca di Camerino per autorità apostolica e del Concistoro, e Signore di Imola, Forlì, Sassoferrato, Fermo, Fano, Cesena, Pesaro, Rimini, Faenza, Montefiore, Santarcangelo, Verucchio, Carezza, Savignano, Meldola, Porto Cesenatico, Tossignano, Solarolo, Monte Battaglia, Forlimpopoli, Bertinoro.[6]
2. Luisa Borgia e d'Albret de Châtillon-Limoges,[7] duchessa di Valentinois Suo jure, duchessa di Romagna Suo jure. Dame de Châlus.